# Aaron Copland
Aaron Copland (New York, 14 november 1900 – Peekskill, 2 december 1990) was een Amerikaanse componist, muziekpedagoog, dirigent en pianist. Copland was een zoon van een Joods echtpaar, dat uit Litouwen respectievelijk Polen geëmigreerd was. Hij wordt als belangrijkste vertegenwoordiger van de zogenoemde Amerikaanse modernen beschouwd, die een voorliefde voor theatermuziek hadden. In de laatste jaren van zijn leven, waarin hij nauwelijks componeerde, werd hij als de 'grand old man' van de Amerikaanse muziek gezien. De componist en dirigent Leonard Bernstein heeft zich erg voor de muziek van Copland ingezet.
Het bekendste werk van Copland is zonder meer zijn Fanfare for the Common Man, voor koperblazers en slagwerk uit 1942, dat hij later opnam in zijn derde symfonie. Later werd de Fanfare bewerkt door de Britse popgroep Emerson, Lake & Palmer. Voor het werk Appalachian Spring werd hij in 1945 met de Pulitzerprijs voor muziek onderscheiden. In hetzelfde jaar kreeg hij ook nog de New York Music Critics' Circle Award en in 1950 de begerenswaardige Academy Award voor de muziek voor de film The Heiress.

## Levensloop

### Oude en nieuwe wereld
Coplands vader had tijdens een verblijf in Engeland, voordat hij naar de Verenigde Staten emigreerde, de Engelse naam Copland aangenomen, zijn oorspronkelijke naam was Kaplan. Aaron groeide als jongste van het gezin op boven de winkel van vader Copland, een rotsvaste Democraat. Zijn moeder bracht het muzikale element in de familie. Alle kinderen kregen muziekles en werden frequent aan muziek blootgesteld, vaak op joodse bruiloften en tussen de schuifdeuren. Op elfjarige leeftijd schreef Aaron Copland zijn eerste compositie, zeven maten van een opera geheten Zenatello.
Aaron kreeg al op dertienjarige leeftijd pianoles van Victor Wittgenstein, Leopold Wolfsohn en Clarence Adler. Toen hij vijftien jaar was besloot hij, na een concert van de Poolse componist en pianovirtuoos Ignacy Jan Paderewski, dat hij ook componist wilde worden.
Na vergeefse pogingen om zijn muziekstudie met een schriftelijke cursus te vervolmaken ging hij lessen volgen bij Rubin Goldmark, een conservatieve harmonie-, theorie- en contrapuntleraar. Later zou hij gelukkig zijn met de saaie maar degelijke opleiding die hij gekregen had.
Tussen zijn zeventiende en zijn eenentwintigste schreef Copland een aantal nog onvoldragen pianocomposities en liederen. Zijn vader wilde dat hij een fatsoenlijke studie zou volgen, maar zijn moeder stelde hem in de gelegenheid in Parijs muziek te gaan studeren. Hij zou er drie jaar blijven, eerst als leerling van Paul Vidal, daarna van de beroemde muziekpedagoge Nadia Boulanger aan de Conservatoire américain de Fontainebleau in het koninklijk paleis. Boulanger zag meteen dat de schuchtere Amerikaan talent had. En in de lente van 1924 stelde ze hem voor aan de mecenas Sergej Koesevitski.
In de zomermaanden van 1924 en 1925 kwam hij in Berlijn, Salzburg en Wenen met de Europese avant-garde in contact. In 1925 en 1926 kreeg hij een studiebeurs van de Guggenheim Foundation. Daarom kon hij ook in deze jaren tijdens de zomer door Europa reizen. Met Roger Sessions (1896-1985) organiseerde hij een concertreeks met nieuwe muziek in New York, de Copland-Sessions Concerts (1928-1931).

### Muziekbemiddelaar
Copland zette zich als muziekpedagoog, maar ook in publicaties en voordrachten hartstochtelijk in voor de verbreding van hedendaagse, vooral Amerikaanse muziek; vanaf 1924 was hij privéleraar en sinds 1925 recensent van het tijdschrift Modern Music; hij doceerde van 1927 tot 1937 aan de New School for Social Research in New York; van 1933 tot 1944 en 1951/1952 als professor aan de Harvard-universiteit in Cambridge (Massachusetts) alsook van 1940 tot 1965 aan Koesevitski's Summer School van het Berkshire Music Center in Tanglewood (een van zijn leerlingen daar was Julián Orbón). Zijn voordrachten werden de basis van veel gelezen publicaties zoals Our New Music (1941) en Music and Imagination, maar zij voerden ook tot talrijke optredens als uitvoerder en leider van gespreksconcerten in de televisie.
Als pedagoog en invloedrijke persoon (onder andere van 1939 tot 1951 president van de American Composers' Alliance; van 1948 tot 1951 directeur van de League of Composers) steunde hij componisten zoals Leonard Bernstein, Carlos Chávez, Toru Takemitsu en David Del Tredici.

### Jazz
Zijn grote interesse in jazz, die al tijdens zijn studie in Parijs was ontstaan, werd veroorzaakt doordat hij zijn best wilde doen om het publiek uit zijn composities onmiskenbaar te laten horen dat hij een Amerikaan was; precies zoals de door hem bewonderde Igor Stravinsky erin geslaagd was dat men uit zijn muziek kon horen, dat hij een Rus was. Jazzritmes en de harmonie van de blues vindt men terug in zijn vroege werken, zoals in het "Scherzo" van de Symfonie voor orgel en orkest (1924), de suite Music for the Theatre (1925) en het tweede deel "Essay in Jazz" uit het Concert voor piano en orkest.

### Music for the Common Man (Muziek voor de gewone man)
Een reis naar Mexico in 1932 inspireerde hem tot het stuk El Salón México (1933-1936), voor orkest. In 1938 begon hij met Billy the Kid een serie folkloristisch geïnspireerde balletcomposities, die Coplands muziek bij een breed publiek bekend maakte. Daarna volgden Rodeo (1942) (ook al bewerkt door ELP), Appalachian Spring (1944) en Dance Panels (1959). Verder gebruikte Jerôme Robbins het voor Benny Goodman gecomponeerde Concert voor klarinet en orkest uit 1948 voor het ballet Pied Piper. Daarnaast componeerde Copland tussen 1939 en 1961 muziek voor acht films.
Fanfare for the Common Man is misschien het bekendste werk van Copland, geschreven in 1942 voor koperblazers en slagwerk op verzoek van de dirigent Eugène Goossens van het Cincinnati Symphony Orchestra. Later werd het als openingstune van de Nationale Conventies van de Democratische partij gebruikt. De fanfare werd eveneens gebruikt als hoofdthema in het vierde deel van zijn Symfonie Nr. 3.
Van Coplands oeuvre wordt soms gedacht dat het vooral uit geleende muziek (b.v. folkloremuziek, jazzritmes etc.) bestaat; een oordeel dat door anderen wordt tegengesproken. Het feit dat vooral de symfonische suites naast deze danscomposities buiten de Verenigde Staten tot het standaardconcertrepertoire van de orkesten behoren, spreekt die eerste stelling tegen. Voorts werden deze volksmuziekmotieven niet zomaar overgenomen maar meermalen bewerkt, de motieven vormden meestal slechts het basismateriaal. In andere werken, zoals in El Salón México, Danzón Cubano of de latere Three Latin American Sketches (1972), werd Latijns-Amerikaanse dansmuziek op dezelfde manier verwerkt; de muziek van het land van herkomst was basismateriaal, maar werd uiteindelijk ontegenzeggelijk muziek van Copland.

### Academisme
In de jaren 1950 distantieerde de componist zich van de populaire tendenties van de jaren ervoor en sloot zich compositorisch aan bij de experimentele werken van de late jaren 1920, zoals het compromisloos dissonante Piano Variations (1930). Werken zoals het Pianokwartet (1950), de Pianofantasie (1954) en twee stukken voor het New York Philharmonic Orchestra, Connotations (1962) en Inscape (1967), zijn werken met de dodecafonie (twaalftoontechniek). Leonard Bernstein vatte dat op als een vertwijfelde poging om zich te kunnen aansluiten bij de Modernen met hun twaalftoonstechniek. Na de Tweede Wereldoorlog zou het serialisme zijn zegetocht beginnen, dat immers gebaseerd was op het Modernisme van Arnold Schönberg en de zijnen. De jonge componisten namen geleidelijk afstand van Copland.

## Composities

### Werken voor orkest

#### Symfonieën
- 1924: Symfonie, voor orgel en orkest, – gearrangeerd zonder orgel als Symfonie Nr.1 in 1928; (opgedragen aan zijn lerares: Nadia Boulanger)
- 1930: Dance Symphony
- 1932-1933: Symfonie Nr. 2 "Short Symphony" (opgedragen aan Carlos Chávez, componist en dirigent van het Orquestra Sinfonica de México)
- 1944-1946: Symfonie Nr. 3
  1. Molto moderato
  2. Allegro molto
  3. Andantino, quasi allegretto – attacca
  4. Finale: Molto deliberato – Allegro risoluto

#### Concerten voor instrumenten en orkest
- 1926: Concert, voor piano en orkest
- 1947-1948: Concerto, voor klarinet, strijkers, harp en piano
  1. Slowly and expressively
  2. Rather fast

#### Andere orkestwerken
- 1923/1928: Two pieces, voor strijkorkest
- 1924: Prelude, voor kamerorkest
- 1927-1929 rev. 1955: Symphonic ode
- 1932-1935: Statements
- 1933-1936: El Salón México
- 1937: Music for Radio (Prairie Journal)
- 1939: Suite uit het ballet "Billy the Kid"
  1. Introduction: The open Prairie
  2. Street in a Frontier Town
  3. Prairie Night, Card Game at Night
  4. Gun Battle
  5. Celebration – after Billy's Capture
  6. Billy's Death
  7. The open Prairie again
- 1939: Quiet City, voor Engelse hoorn, trompet en strijkers
- 1940 rev. 1952: John Henry, voor kamerorkest
- 1940: Our Town, concertstuk uit de filmmuziek
- 1942: Lincoln Portrait, voor spreekstem en orkest
- 1942: Music for Movies, voor klein orkest
- 1943: Four Dance Episodes from "Rodeo"
  1. Buckaroo Holiday: Allegro con spirito
  2. Corral Nocturne: Nocturno
  3. Saturday Night Waltz: Introduction – Slow Waltz
  4. Hoedown: Allegro
- 1943-1944/1945: Suite uit het ballet "Appalachian Spring"
  1. Very slow
  2. Fast
  3. Moderato
  4. Fast
  5. Still Faster
  6. As at first (slowly)
  7. Calm and flowing (Shaker Tune: Simple gifts)
  8. Moderato, Coda
- 1944 rev. 1962: Letter from Home
- 1944: Jubilee Variation on a theme of Goossens
- 1946: Danzón cubano
- 1949: Preamble for a solemn Occasion, voor spreekstem en orkest
- 1957: Orchestral Variations
- 1962: Connotations
- 1964]:Music for a great City
- 1964: Down a Country Lane, voor schoolorkest
- 1967: CBS (Signature Theme)
- 1967: Inscape
- 1972: 3 Latin-American sketches

### Werken voor harmonieorkest
- 1933-1936: El Salón México
- 1938: An Outdoor Overture
- 1939: Quiet City, voor Engelse hoorn, trompet en harmonieorkest
- 1942: Fanfare for the common Man, voor koperblazers en slagwerk
- 1942: Lincoln Portrait
- 1964: Emblems, voor harmonieorkest

### Muziektheater

#### Opera's
| Voltooid in     | titel                | aktes                         | première                                                                            | libretto |
| --------------- | -------------------- | ----------------------------- | ----------------------------------------------------------------------------------- | --- |
| 1936            | The Second Hurricane | 2 aktes                       | 21 april 1937, New York                                                             | Edwin Denby |
| 1954; rev. 1955 | The Tender Land      | 2 aktes; rev. versie: 3 aktes | 1 april 1954, New York, City Centre Opera; rev. versie: 20 mei 1955, Oberlin (Ohio) | Horace Everett ook bekend als: Erik Johns, geïnspireerd door beelden uit «Let Us Now Praise Famous Men» van James Agee |

#### Balletten
| Voltooid in          | titel                                | aktes             | première                                       | libretto                | choreografie   |
| -------------------- | ------------------------------------ | ----------------- | ---------------------------------------------- | ----------------------- | -------------- |
| 1922-1925; rev. 1932 | Grogh                                | 1 akte            | (niet uitgevoerd)                              | Harold Clurman          |                |
| 1934                 | Hear ye! Hear ye!                    | 1 akte, 18 scènes | 30 november 1934, Chicago                      | Ruth Page               | Ruth Page      |
| 1938                 | Billy the Kid                        | 1 akte            | 1938, Chicago                                  | Lincoln Edward Kirstein | Eugene Loring  |
| 1942                 | Rodeo or The Courting at Burnt Ranch | 2 scènes          | 1942, New York                                 | Agnes De Mille          | Agnes De Mille |
| 1943-1944            | Appalachian Spring                   |                   | 1944, Washington, D.C.                         | Martha Graham           | Martha Graham  |
| 1959; rev.1962       | Dance panels                         | 7 scènes          | 3 december 1963, München, Bayrische Staatsoper |                         | Heinz Rosen    |

#### Toneelmuziek
- 1925: Music for the Theatre, suite in 5 delen voor Kamerorkest
- 1931: Miracle at Verdun, voor kamerorkest – tekst: Hans Chlumberg
- 1939: The Five Kings, voor zangstem, klarinet, trompet, gitaar, orgel en slagwerk – tekst: Orson Welles, naar William Shakespeare
- 1939: From Sorcery to Science, poppenspel voor orkest
- 1957: The World of Nick Adams, voor orkest

### Vocale muziek
- 1921: Four Motets (koor)
  1. Help Us, O Lord
  2. Sing Ye Praises To Our King
  3. Have Mercy On Us, O My Lord
  4. Though, O Jehovah, Abideth Forever
- 1950 Twelve Poems by Emily Dickinson (for medium voice and piano)
  1. Nature, the gentlest mother
  2. There came a wind like a bugle
  3. Why do they shut me out of Heaven
  4. The world feels dusty
  5. Heart, we will forget him
  6. Dear March, come in!
  7. Sleep is supposed to be
  8. When they come back
  9. I felt a funeral in my brain
  10. I've heard an organ talk sometimes
  11. Going to Heaven!
  12. The Chariot.
- 1950: Old American Songs, set 1 (voor bariton en piano (of: orkest))
  1. The Boatmen's Dance (minstrel song from 1843)
  2. The Dodger (campaign song)
  3. Long Time Ago (ballad)
  4. Simple Gifts (Shaker song)
  5. I Bought Me a Cat (children's song)
- 1952: Old American Songs, set 2 (voor bariton en piano of: orkest)
  1. The Little Horses (lullaby)
  2. Zion’s Walls (revivalist song)
  3. The Golden Willow Tree (Anglo-American ballad)
  4. At the River (hymn tune)
  5. Ching-A-Ring Chaw (minstrel song)

### Kamermuziek
- 1943: Sonata, voor viool en piano
- 1950: Piano Quartet
- 1971: Duo, voor dwarsfluit en piano
- Poème, voor cello en piano

### Werken voor piano
- 1922: Passacaglia
- 1930: Piano Variations
- 1957: Piano Fantasy
- Sonate in G-groot, voor piano

### Filmmuziek
- 1938: From Sorcery to Science
- 1939: The City
- 1939: Of Mice and Men
- 1940: Our Town
- 1943: The North Star
- 1945: The Cummington Story
- 1948:The Red Pony
- 1948: The Heiress
- 1961: Something Wild – (later bewerkt tot Music for a Great City, 1964)

## Registraties
Voor een opname van Coplands derde symfonie of zijn balletten Appalachian Spring, Rodeo en Billy the Kid hoeft men niet ver te zoeken. Er bestaan enkele tientallen goede opnames van.
CBS heeft, in navolging van haar Igor Stravinskyserie, in de jaren 1970 alle belangrijke werken van Copland opgenomen met het door de componist zelf gedirigeerde London Symphony Orchestra, maar deze opnamen zijn niet meer nieuw te koop. In muziekbibliotheken kan men deze opnamen beluisteren, en via de grote internet-cd-leveranciers als Amazon en ebay zijn vrijwel alle werken wel te koop, nieuw of tweedehands.

## Trivia
- Hij was de naamgever voor het softwareproject van het computerbedrijf Apple Inc., dat opvolger zou worden van Mac OS.
- Het Aaron Copland House, zijn woonhuis gedurende de laatste jaren van zijn leven, is een National Historic Landmark.

## Publicaties
- Aaron Copland: What to Listen For in Music, Revised, New York: Signet Classics. 2002. ISBN 978-0-451-52867-4.

Nederlandse vertaling: Waar je naar moet luisteren in muziek, Amsterdam: Uitgeverij Nieuwezijds. 2012. ISBN 978-90-5712-338-2.
- Aaron Copland: Music and Imagination, Cambridge: Harvard University Press. 2006, ISBN 978-0-674-58915-5
- Aaron Copland: Copland – 1900 through 1942, 1984
- Aaron Copland: Copland – since 1943, 1989